# Diplôme d'études approfondies
Cet article possède un paronyme, voir Diplôme de recherche et d'études appliquées.
Pour les articles homonymes, voir Diplôme d'études et DEA.
Le diplôme d'études approfondies (DEA) est un diplôme universitaire délivré en France entre 1964 et les années 2000, en Belgique jusqu'en 2005, et dans des pays suivant le modèle français de l’enseignement supérieur comme le Liban ou ceux du Maghreb. En France, il est l'équivalent actuel d'un parcours recherche du diplôme national de master, qui l'a remplacé, appelé « master recherche » jusqu'en 2014.
En pratique, il n'est plus délivré depuis la fin des années 2000.

## En France
Le DEA est un diplôme national de l'enseignement supérieur français de troisième cycle créé en 1964 dans les facultés des sciences, et généralisé aux autres disciplines en 1974.
Il est décerné jusqu'au milieu des années 2000. Il sanctionne la première année des études doctorales, et est donc préparé à l'origine à la suite de la licence, ultérieurement à la suite de la maîtrise.
La préparation du DEA associe le suivi d’enseignements en vue de l’approfondissement des connaissances dans une spécialité et la réalisation d’un mémoire de recherche en vue de l’initiation aux techniques de la recherche. La principale alternative au diplôme d’études approfondies après le second cycle est le diplôme d'études supérieures spécialisées (DESS) avec une finalité professionnelle. Depuis la mise en place effective de la réforme LMD en 2002, le DEA cohabite avec le master et disparaît peu à peu en faveur du master. La préparation de ce dernier couvre deux années après la licence. À partir de 2007, le master fait partie du 2e cycle et non de la formation doctorale (3e cycle) comme c'était le cas pour le DEA.

### Histoire du DEA en France

#### Dans les facultés des sciences

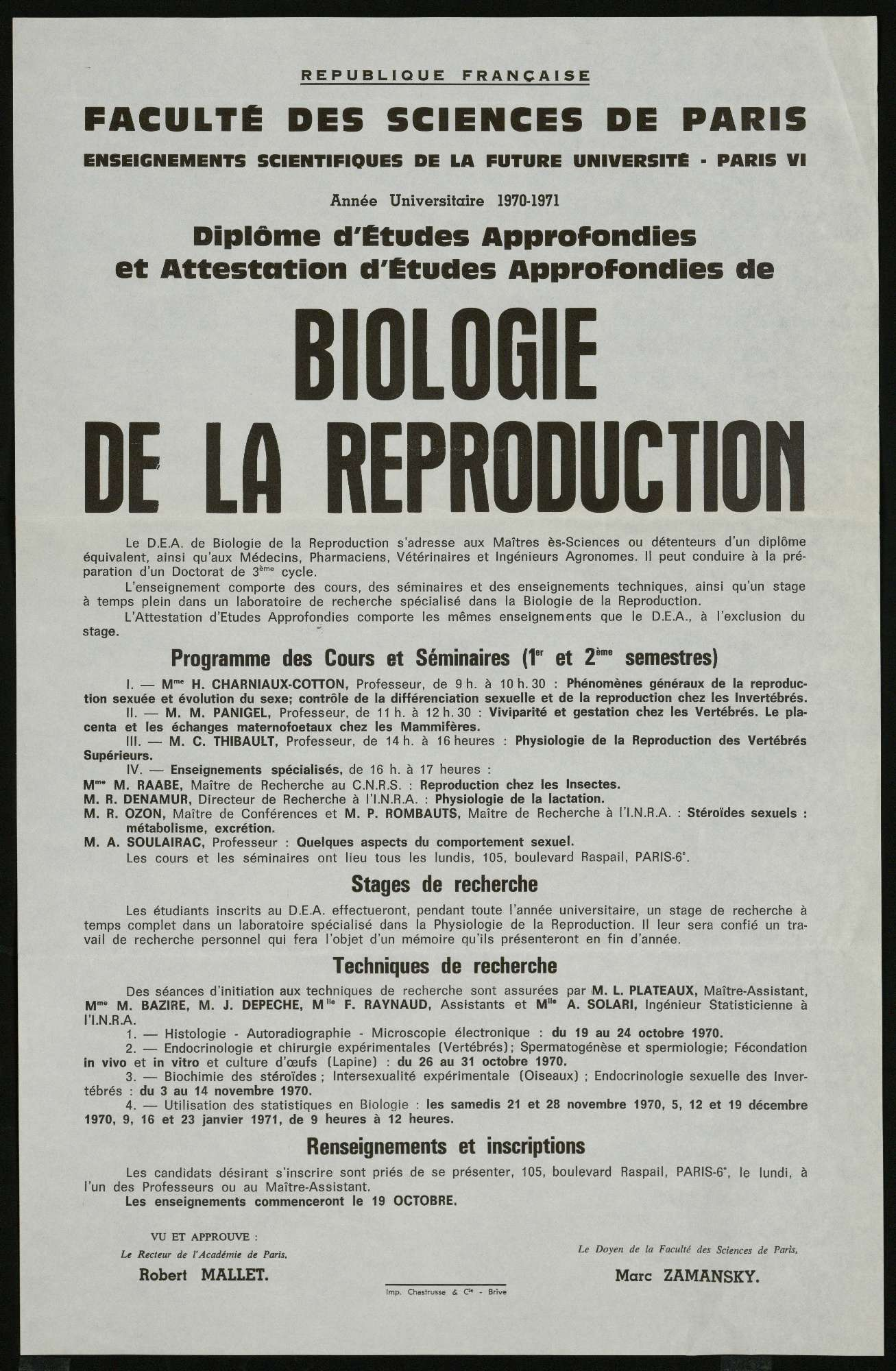
Affiche exposant le contenu pédagogique d'un DEA en France en 1971.

Le DEA est un diplôme du troisième cycle d’enseignement dans les facultés des sciences.
Ce cycle de 2 ans fut créé en 1954 pour donner des connaissances approfondies et initier à la recherche, ouvrant au doctorat,,.
Le DEA est créé dans les facultés des sciences par le décret no 64-857 du 19 août 1964 dans le cadre du troisième cycle d’enseignement. Il a alors pour objectif de sanctionner des enseignements préparatoires à la spécialisation et à la recherche et est un préalable à l’inscription en vue du doctorat de spécialité (3e cycle), ainsi qu’à l’inscription en deuxième année du diplôme de docteur-ingénieur. Il remplace les certificats d’études supérieures de troisième cycle et, comme ceux-ci, il est équivalent au diplôme d’études supérieures pour la présentation aux concours d’agrégation.
Selon l’arrêté du 19 août 1964 portant organisation des diplômes d’études approfondies dans les facultés des sciences, les études en vue de ce diplôme durent une année. Elles comprennent des enseignements préparatoires à la spécialisation et à la recherche d’une durée de trois heures hebdomadaires au minimum et un stage à temps complet accompli dans un laboratoire pendant huit mois minimum. L’inscription en vue d’un DEA est ouverte aux licenciés ès sciences justifiant de six certificats d'études supérieures dont trois figurant sur une liste, puis, à partir de 1967, aux maîtres ès sciences. Les candidats doivent satisfaire à une épreuve écrite et à une épreuve orale portant sur les enseignements suivis (sanctionnées par une AEA, Attestation d'études approfondies). Ces épreuves sont complétées par la discussion d’un rapport écrit présenté par le candidat sur son stage et sur son travail personnel, destiné notamment à vérifier la possession de la spécialisation choisie et d’une initiation suffisante aux méthodes de la recherche.

#### Extension aux autres disciplines
En 1973, le DEA est inscrit sur la liste des diplômes nationaux de l’enseignement supérieur (décret no 73-226). En 1974, les réglementations des doctorats sont refondues dans de nouveaux textes indépendants des disciplines (hors santé) ; le DEA est donc alors étendu à toutes les disciplines, et les candidats doivent être dès lors titulaires de la maîtrise. D’après les arrêtés du 16 avril 1974, le DEA constitue alors la sanction de la première année des études en vue du doctorat de troisième cycle et du diplôme de docteur-ingénieur. Dans les années 1970, Jean Laplanche introduit au niveau de la recherche le D.E.A. de psychanalyse avec le doctorat qui lui sera associé en 1980 au sein de la nouvelle Université Paris VII, dans l' U.E.R. des Sciences Humaines Cliniques,. La préparation du diplôme comprend des enseignements théoriques devant permettre un approfondissement des connaissances dans la spécialité considérée et l'acquisition d’une culture scientifique largement ouverte sur les disciplines voisines et les applications de la science. La préparation du diplôme comprend également une initiation aux techniques de la recherche, soit sous la forme d’un stage en laboratoire à temps complet, soit sous la forme de séminaires de recherche.

#### Réforme de la formation doctorale
En 1984, les trois « doctorats » sont supprimés au profit d’un seul et unique doctorat. Le DEA sanctionne toujours la première année des études doctorales, et il est préparé au sein d’un « groupe de formation doctorale », ancêtre de l'« école doctorale ». Selon l’arrêté du 5 juillet 1984 relatif aux études doctorales, l’autorisation d’inscription à la préparation du DEA est prononcée par le chef d’établissement sur proposition du responsable du groupe de formation doctorale, compte tenu du dossier du candidat et des possibilités d’accueil de la formation, le candidat devant être titulaire d’une maîtrise ou d’un diplôme d’ingénieur.
Selon l’arrêté de 1984, la préparation du DEA doit comprendre des enseignements théoriques et méthodologiques organisés spécialement à l’intention des candidats au DEA ou empruntés à d'autres formations, et une initiation aux techniques de recherches en effectuant un stage en laboratoire ou sous forme de séminaires, de recherche, d’enquêtes sur le terrain ou de stages. Un nouvel arrêté concernant les études doctorales est signé le 23 novembre 1988 sans qu'il n'entraîne de modification concernant la réglementation du DEA.

#### Création des écoles doctorales
La réglementation concernant l’ensemble du 3e cycle est réformée en 1992 sous les ministères de Lionel Jospin et d’Hubert Curien. Les écoles doctorales sont alors créées et associent les équipes d’enseignement intervenant dans la préparation d’un ou de plusieurs DEA d’un même grand ensemble disciplinaire ou pluridisciplinaire ainsi que les équipes associées, jeunes équipes et équipes d’accueil de doctorants travaillant sur cet ensemble.
Selon l’arrêté du 30 mars 1992 relatif aux études de troisième cycle la préparation du DEA elle est consacrée à l’initiation à la recherche, soit en effectuant un stage en laboratoire soit sous forme d’enquêtes sur le terrain ou de stages. En outre, l’étudiant bénéficie d’enseignements théoriques et méthodologiques, et d’une initiation aux techniques de recherche dont le volume annuel n’excédera pas 200 heures. Les contrôles en vue du diplôme comprennent :
- la soutenance d’un mémoire permettant d’apprécier les capacités de l’étudiant pour la recherche et son aptitude à la préparation d’une thèse ;
- selon les disciplines, un ensemble d’épreuves ou de rapports portant sur les enseignements théoriques et méthodologiques ;
- et enfin une épreuve orale qui doit permettre d’apprécier la capacité de l’étudiant à appréhender le champ disciplinaire de l’école doctorale.

#### Réforme LMD et fin du DEA
En 1999, un nouveau grade universitaire, le grade de mastaire est créé, il est renommé en grade de master en 2002,. Celui-ci est dès lors conféré aux diplômés d’études approfondies. La réglementation concernant les études doctorales est revue en 2002 sous le ministère de Jack Lang, dans le cadre de la « réforme LMD ».
L’arrêté du 25 avril 2002 relatif aux études doctorales introduit la coexistence entre le diplôme d’études approfondies et le master à finalité de recherche, créé en 2002.
Selon ce nouvel arrêté, la première phase des études doctorales, sanctionnée par le DEA ou le master recherche, a pour objet d'initier les étudiants à la recherche et de confirmer leurs aptitudes à cette activité, l’initiation aux techniques de recherche étant réalisée par des stages effectués notamment en laboratoire, par des travaux sur documents ou par des enquêtes sur le terrain. Le volume des enseignements théoriques, méthodologiques et appliqués ne peut dépasser 160 heures durant l’année de préparation du DEA ; cependant, des enseignements peuvent également être proposés durant la préparation de la thèse de doctorat, le volume horaire de l’ensemble des enseignements durant le 3e cycle devant être compris entre 125 et 250 heures.
Ce texte a permis aux établissements de remplacer progressivement, entre 2002 et 2006, du diplôme d’études approfondies (en 1 an après la maîtrise) au diplôme national de master à finalité de recherche (en 2 ans après la licence). L’arrêté du 7 août 2006 relatif à la formation doctorale remplace l'arrêté de 2002, il remplace le DEA, pré-requis à l'inscription en doctorat sauf dérogation, par le diplôme national de master ou un diplôme équivalent et un parcours attestant l'aptitude à la recherche. Le DEA, bien que pouvant toujours être délivré, disparaît de ce fait. Le 3e cycle est, dès lors, uniquement consacré au doctorat, le master à finalité de recherche n'en faisant plus partie.

## En Belgique
Jusqu'en 2004, le diplôme d'études approfondies (DEA) était un grade de troisième cycle délivré exclusivement par les universités. Il constituait une formation d'un an de spécialisation à la recherche scientifique, préparant (et initiant) le doctorat. Le DEA complétait ainsi la licence (remplacée depuis 2004 par le master). Lors de la réforme du processus de Bologne, le DEA fut remplacé par la finalité approfondie que proposent certains masters, devenant une option de deuxième cycle préparant au doctorat au sein du master.